# Williams, Minnesota
Williams är en ort i Lake of the Woods County i delstaten Minnesota, USA.